# Европско првенство у атлетици у дворани 2017 — 60 метара препоне за мушкарце
Такмичење у трчању на 60 метара са препонама у мушкој конкуренцији на 34. Европском првенству у дворани 2017. у Београду одржано је 3. марта у Комбанк арени.
Титулу освојену у Прагу 2015. бранио је Паскал Мартино-Лагард из Француске.

## Земље учеснице
Учествовало је 24 такмичара из 16 земаља.
1. Белорусија (1)
2. Данска (1)
3. Ирска (1)
4. Италија (1)
5. Кипар (1)
6. Мађарска (2)
7. Немачка (2)
8. Пољска (1)
9. Румунија (1)
10. Уједињено Краљевство (3)
11. Украјина (2)
12. Финска (1)
13. Француска (3)
14. Чешка (1)
15. Шведска (1)
16. Шпанија (2)

## Рекорди
| Рекорди пре почетка Европског првенства 2017. | Рекорди пре почетка Европског првенства 2017. | Рекорди пре почетка Европског првенства 2017. | Рекорди пре почетка Европског првенства 2017. | Рекорди пре почетка Европског првенства 2017. | Рекорди пре почетка Европског првенства 2017. |
| --------------------------------------------- | --------------------------------------------- | --------------------------------------------- | --------------------------------------------- | --------------------------------------------- | --------------------------------------------- |
| Светски рекорд                                | Колин Џексон                                  | Уједињено Краљевство                          | 7,30                                          | Зинделфинген, Немачка                         | 6. март 1994.                                 |
| Европски рекорд                               | Колин Џексон                                  | Уједињено Краљевство                          | 7,30                                          | Зинделфинген, Немачка                         | 6. март 1994.                                 |
| Рекорди европских првенстава                  | Колин Џексон                                  | Уједињено Краљевство                          | 7,39                                          | Париз, Француска                              | 12. март 1994.                                |
| Најбољи светски резултат сезоне у дворани     | Ендру Пози                                    | Велика Британија                              | 7,43                                          | Бирмингем, Уједињено Краљевство               | 18. фебруар 2017.                             |
| Најбољи европски резултат сезоне у дворани    | Ендру Пози                                    | Велика Британија                              | 7,43                                          | Бирмингем, Уједињено Краљевство               | 18. фебруар 2017.                             |

## Најбољи европски резултати у 2017. години
Десет најбољих европских такмичара у трци на 60 метара са препонама у дворани 2017. године пре почетка првенства (3. марта 2017), имали су следећи пласман на европској и светској ранг листи. (СРЛ)
| 1. | Ендру Пози            | Велика Британија | 7,43 | 18. фебруар | 1. СРЛ  |    |
| 2. | Орландо Ортега        | Шпанија          | 7,48 | 10. фебруар | 3. СРЛ  | НР |
| 3. | Димитри Баску         | Француска        | 7,51 | 1. фебруар  | 4. СРЛ  |    |
| 3. | Паскал Мартино Лагард | Француска        | 7,51 | 8. фебруар  | 4. СРЛ  |    |
| 5. | Гарфилд Даријен       | Француска        | 7,53 | 1. фебруар  | 6. СРЛ  |    |
| 5. | Аурел Манга           | Француска        | 7,53 | 19. фебруар | 6. СРЛ  |    |
| 5. | Балаж Баји            | Мађарска         | 7,53 | 19. фебруар | 6. СРЛ  | НР |
| 8. | Петр Свобода          | Чешка            | 7,55 | 25. фебруар | 9. СРЛ  |    |
| 9. | Ерик Балнувајт        | Немачка          | 7,62 | 18. фебруар | 18. СРЛ |    |
| 9. | Дејвид Омореги        | Велика Британија | 7,63 | 28. јануар  | 19. СРЛ |    |
| 9. | Дејвид Кинг           | Велика Британија | 7,63 | 18. фебруар | 19. СРЛ |    |

Такмичари чија су имена подебљана учествовали су на ЕП 2017.

## Сатница
| Датум         | Време | Коло          |
| ------------- | ----- | ------------- |
| 3. март 2017. | 16:45 | Квалификације |
| 3. март 2017. | 20:10 | Финале        |

## Квалификациона норма
| дворана | отворено      |
| ------- | ------------- |
| 7,82    | 13,65 (110 м) |

## Освајачи медаља
|                                   |                                   |                      |
| Ендру Пози · Уједињено Краљевство | Паскал Мартино Лагард · Француска | Петр Свобода · Чешка |

## Резултати

### Квалификације
Квалификације су одржане 3. марта 2017. године у 16:45 (1.), 16:51 (2.) и 16:57 (3.). У финале пласирали су се по 2 првопласирана из 3 квалификационе групе (КВ) и 2 на основу постигнутог резултата (кв).,,
| Пласман | Група | Стаза | Атлетичар              | Земља                | ЛР   | ЛРС  | Резултат | Белешка   |
| ------- | ----- | ----- | ---------------------- | -------------------- | ---- | ---- | -------- | --------- |
| 1.      | 1     | 6     | Ендру Пози             | Уједињено Краљевство | 7,43 | 7,43 | 7,52     | КВ        |
| 2.      | 2     | 5     | Милан Трајковић        | Кипар                | 7,63 | 7,63 | 7,56     | КВ, НР    |
| 2.      | 1     | 1     | Аурел Манга            | Француска            | 7,53 | 7,53 | 7,56     | КВ        |
| 4.      | 2     | 8     | Орландо Ортега         | Шпанија              | 7,45 | 7,48 | 7,59     | КВ        |
| 4.      | 1     | 7     | Петр Свобода           | Чешка                | 7,44 | 7,55 | 7,59     | кв        |
| 6.      | 3     | 4     | Паскал Мартино Лагард  | Француска            | 7,45 | 7,51 | 7,61     | КВ        |
| 7.      | 2     | 6     | Гарфилд Даријен        | Француска            | 7,47 | 7,53 | 7,65     | кв        |
| 8.      | 2     | 4     | Дамјан Чикјер          | Пољска               | 7,67 | 7,71 | 7,65     | ЛР        |
| 9.      | 2     | 1     | Ерик Балнувајт         | Немачка              | 7,54 | 7,62 | 7,67     |           |
| 10.     | 3     | 5     | Андреас Мартинсен      | Данска               | 7,69 | 7,71 | 7,68     | КВ, НР    |
| 11.     | 2     | 3     | Дејвид Кинг            | Уједињено Краљевство | 7,63 | 7,63 | 7,70     |           |
| 12.     | 3     | 1     | Дејвид Омореги         | Уједињено Краљевство | 7,63 | 7,63 | 7,71     |           |
| 13.     | 1     | 4     | Максимилијан Бајер     | Немачка              | 7,69 | 7,69 | 7,73     |           |
| 14.     | 3     | 6     | Александар Брорсон     | Шведска              | 7,72 | 7,72 | 7,78     |           |
| 14.     | 1     | 3     | Хасан Фофана           | Италија              | 7,73 | 7,73 | 7,78     |           |
| 14.     | 2     | 2     | Елмо Лака              | Финска               | 7,76 | 7,80 | 7,78     |           |
| 17.     | 1     | 2     | Бен Рејнолдс           | Ирска                | 7,73 | 7,77 | 7,81     |           |
| 18.     | 3     | 7     | Сергеј Копанајко       | Украјина             | 7,70 | 7,88 | 7,95     |           |
| 19.     | 3     | 2     | Космин Илије Думитраче | Румунија             | 7,82 | 7,82 | 8,00     |           |
| 20.     | 3     | 3     | Јидиел Контрерас       | Шпанија              | 7,64 | 7,69 | 8,04     |           |
|         | 2     | 7     | Балаж Баји             | Мађарска             | 7,53 | 7,53 | Диск.    | чл. 162.7 |
|         | 1     | 8     | Виталиј Паракхонка     | Белорусија           | 7,76 | 7,79 | Диск.    | чл. 162.7 |
|         | 1     | 5     | Артем Шаматрин         | Украјина             | 7,70 | 7,90 | Диск.    | чл. 162.7 |
|         | 3     | 8     | Валдо Суч              | Мађарска             | 7,80 | 7,82 | НС       |           |

Подебљани лични рекорди су и национални рекорди земље коју такмичар представља

### Финале
Финале је одржано 3. марта 2017. године у 20:10.,
| Пласман | Стаза | Атлетичар             | Земља                | Резултат | Белешка |
| ------- | ----- | --------------------- | -------------------- | -------- | ------- |
|         | 5     | Ендру Пози            | Уједињено Краљевство | 7,51     |         |
|         | 4     | Паскал Мартино Лагард | Француска            | 7,52     |         |
|         | 1     | Петр Свобода          | Чешка                | 7,53     | ЛРС     |
| 4.      | 2     | Гарфилд Даријен       | Француска            | 7,54     |         |
| 5.      | 6     | Аурел Манга           | Француска            | 7,58     |         |
| 6.      | 3     | Милан Трајковић       | Кипар                | 7,60     |         |
| 7.      | 7     | Орландо Ортега        | Шпанија              | 7,64     |         |
| 8.      | 8     | Андреас Мартинсен     | Данска               | 7,68     | =НР     |